# Orlando Menegaz
Orlando Menegaz (São Francisco de Paula, 16 de agosto de 1918 — Aracruz, 20 de agosto de 2000) foi um piloto automobilístico brasileiro.
Faleceu com 82 anos, muito lúcido e ainda apaixonado por carros e corridas.

## Trajetória no automobilismo

### Primeiros anos
Na década de 1940, morando em Passo Fundo, iniciou sua carreira automobilística, aos vinte e poucos anos, como acompanhante do piloto e amigo Alcídio Schroeder, conhecido como "Leão da Serra". Juntos venceram uma prova de marcha à ré, na cidade de Carazinho. Em dupla correram novamente, em 1950, a prova Festa da Uva, em Caxias do Sul. Neste período participou também em corridas de motocicleta, na cidade de Passo Fundo.
No início de 1951 comprou um Ford 1940  e correu alguns anos com ele, inclusive tendo sofrido um capotamento, sem gravidade, no Circuito Cinquentenário Ginásio Santo Antonio, na cidade de Garibaldi. Com esse carro disputou, em 1956, a primeira Mil Milhas Brasileiras no autódromo de Interlagos, em São Paulo, fazendo dupla com Aido Finardi, mas chegaram numa posição discreta.

### Carreira vitoriosa
Nos dias 23 e 24 de novembro de 1957, Menegaz disputou e venceu, em parceria com Aristides Bertuol, a segunda Mil Milhas Brasileiras. Na ocasião, ele pilotou a carretera Chevrolet número 4, equipada com motor de Corvette, perfazendo 200 voltas no traçado de 8 quilômetros. Em segundo lugar ficou a dupla formada por Catarino Andreatta e Diogo Luis Ellwanger, com a carreteira Ford número 2 e, em terceiro lugar ficou a dupla formada por Júlio Andreatta e Dirceu Oliveira, com a carreteira Ford número 6, todos gaúchos.
A decisão do Campeonato Gaúcho de 1957 acabou transferida para o ano seguinte devido às forte chuvas que aconteceram na data prevista, 22 de outubro daquele ano. Assim, no dia 2 de fevereiro de 1958 a prova se realizou, e Bertuol disparou na frente sendo seguido por Menegaz. No início da sexta volta, Menegaz ultrapassou Bertuol e conquistou a vitória.
Na Mil Milhas de 1958, Menegaz e Bertuol tiveram uma prova muito acidentada; chegaram a ocupar a segunda posição por mais de três voltas, quando começaram a ter problemas. Primeiro, uma roda quebrou, depois, na Curva do Pinheirinho, a ponta de eixo também quebrou, obrigando a uma parada de 40 minutos para soldar a peça, mas retornaram à pista e chegaram na 11ª posição.
Orlando Menegaz correu seis vezes no Uruguai, sendo cinco vezes na cidade de Piriápolis. Em 1958, ainda no Uruguai, correndo no Circuito de Melo, com a presença de 11 pilotos, Orlando obteve a vitória travando uma disputa sensacional com o piloto uruguaio Rômulo Buonavoglia, que largara na primeira colocação. Ainda em 1958, venceu o Circuito Festa da Uva, em Caxias do Sul, e participou da prova Circuito da Cavalhada/Vila Nova, em Porto Alegre, onde enfrentou Juan Galvez, que junto com seu irmão Oscar entraram para a história como os principais pilotos de "carreteras” da Argentina, ao lado de Juan Manuel Fangio.
Em 1961 venceu a Mil Milhas Brasileiras pela segunda vez, agora fazendo dupla com Ítalo Bertão. No comando do carro, saiu na 11ª colocação e, volta por volta, foi ganhando posições. Após 60 voltas, ao passar o comando para Bertão, já estava na 5ª posição. Coube a Ítalo Bertão conduzir a carretera de nº 9 à vitória, cruzando a linha de chegada com apenas 12 segundos de vantagem sobre o segundo colocado, Christian Heins, numa das mais emocionantes chegadas da história desta prova.

### Despedida das corridas
Em 1962 fez sua primeira e única corrida ao volante de um carro nacional, o FNM-2000 JK com o nº 93, de Ítalo Bertão, na prova 500 Quilômetros de Porto Alegre, no circuito da Pedra Redonda, vencendo após um grande duelo com Catarino Andreatta. Com esta prova encerrou sua carreira de piloto, aos 44 anos, para então dedicar-se a agricultura. Saindo de Passo Fundo, foi para o Mato Grosso, estabelecendo-se na região de Dourados, onde se tornou um dos pioneiros no plantio de soja daquele estado. Posteriormente, residiu em Pedro Juan Caballero, no Paraguai e, no final da década de 1960, fixou residência em Aracruz, no estado do Espírito Santo.
Entre os troféus de Menegaz está a Taça da Nobreza, que recebeu dos organizadores da prova Circuito da Boa Vizinhança, em agosto de 1951, por ter abandonado a corrida para socorrer Rosalvo Mansur Francisco, piloto paulista ferido após violento acidente próximo à cidade de Marau, salvando a vida do colega.